# Spratly
Spratly, wyspy Spratly (dawniej: Wyspy Spratly), Spratleje, Wyspy Spratly’ego – grupa około 100 małych obiektów fizjogeograficznych (wysepek, skał, łach i raf) położonych na Morzu Południowochińskim, mniej więcej w jednej trzeciej odległości między filipińską wyspą Palawan a południowym wybrzeżem Wietnamu.
Trzy kraje roszczą sobie prawo do całego archipelagu Spratly: Chińska Republika Ludowa (część prowincji Hajnan) i Republika Chińska (oba powołują się na linię dziewięciu kresek) oraz Wietnam (część prowincji Khánh Hòa). Trzy inne państwa wysuwają roszczenia do niektórych z tych obiektów: Filipiny (część prowincji Palawan), Malezja (część prowincji Sabah) oraz Brunei. W lipcu 2016 Stały Trybunał Arbitrażowy w Hadze, działając na podstawie Aneksu VII do Konwencji Narodów Zjednoczonych o prawie morza, wydał wyrok w sporze wytoczonym przez Filipiny przeciwko Chinom. W orzeczeniu tym uznał, między innymi, że żaden z obiektów tworzących Spratly nie jest wyspą, lecz są to skały, rafy i łachy, czyli obiekty nieterytorialne.
Niewielkie oddziały wojskowe stacjonują na około 45 wyspach – są to siły wietnamskie, chińskie, tajwańskie, malezyjskie i filipińskie. Spratly zasobne są w guano i otoczone przez morze potencjalnie bogate w złoża ropy naftowej i gazu ziemnego, a także zasobne w ryby. W pobliżu biegną również główne szlaki żeglugowe.
W 1988 doszło do starcia między okrętami Chin i Wietnamu, w którego wyniku zatonął wietnamski transportowiec.

## Nazwy
- język chiński: pismo tradycyjne 南沙群島, uproszczone 南沙群岛, pinyin Nánshā Qúndǎo (Archipelag Południowych Piasków)
- język wietnamski: quần đảo Trường Sa
- język tagalski (Filipiny): Kapuluan ng Kalayaan (Wyspy Wolności)
- język malajski: Kepulauan Spratly (wyspy Spratly)

Nazwa polska jest dosłownym tłumaczeniem nazwy angielskiej (Spratly Islands), a ta pochodzi od nazwiska kapitana statku wielorybniczego, Richarda Spratly’ego.
W Urzędowym wykazie nazw państw i terytoriów niesamodzielnych od 2007 do 2017 występował egzonim „Wyspy Spratly” (dla terytorium niesamodzielnego), zatwierdzony przez Komisję Standaryzacji Nazw Geograficznych poza Granicami Rzeczypospolitej Polskiej. W związku ze wspomnianym wyżej wyrokiem Stałego Trybunału Arbitrażowego zdecydowała ona o wykreśleniu tego egzonimu z Urzędowego wykazu nazw państw i terytoriów niesamodzielnych i zmianie go na „(wyspy) Spratly” (stanowiące obiekt naturalny), w której to postaci będzie on podawany w spisach nazw z obszaru Chin, Filipin, Malezji, Tajwanu i Wietnamu.